# 山野一
山野 一（1961年4月2日—），本名橋口 保夫（日语：／），日本的鬼畜系漫画家。為已故漫畫家橋口千代美的丈夫。

## 经历
日本曾經有一本雜誌名叫《GARO》，由於它完全無視商業考慮，只要有趣就會刊登，所以孕育出一批被喚作“GARO系”的另類漫畫家。而山野一就是其中的表表者。
據山野一本人所述，他由於害怕與人接觸，所以在本質上適合漫畫家這行職業。他在大學4年級時，投稿到《GARO》並於1983年成功出道。然而，原稿費和版稅的收益之少，令到他一直過着貧困的生活。也許受到這種經歷影響，接下來他發表了多部講述貧窮、頹廢主角的作品。其中長篇代表作《四丁目之夕日》主角別所家破人亡、貧窮、入獄、精神錯亂、被朋友背叛，幾乎遇上了人生所有負面事情。故事讓人傷心的同時，卻又異常滑稽。
90年代後期，他在作品中加入了對新興宗教的討論。“貧乏”、“變態”、“廢人”、“食人”、“畸形”、“虐殺”、“凌辱”、“調教”、“宗教”、“洗腦”，各類負面詞語，都成了他漫畫的代名詞。而1998年隨着他同為漫畫家的前妻橋口千代美自殺，山野以前妻的筆名，模仿着妻子的風格繼續創作。
伴隨2006年的再婚，和雙子女兒出世。山野也改以“元 · 鬼畜系漫畫家”來形容自己，開始繪畫起育兒漫畫來。

## 作品
- 看你在夢之島（1985年）
- 四丁目的夕陽（1985年-1986年）
- 貧困魔境伝Hiyapaca（1989年）
- 混沌大陸Pangea（1993年）
- 回顧溝劇場（1994年）
- 双生児（2014年）